# Mittelkalbach
Mittelkalbach ist der größte Ortsteil der Gemeinde Kalbach im osthessischen Landkreis Fulda und Sitz der Gemeindeverwaltung. Zu Mittelkalbach gehören die Weiler Bucheller und Grashof.

## Geographie

### Lage
Mittelkalbach liegt im Süden des Landkreises Fulda, im Naturpark „Hessische Rhön“.

### Nachbarorte
Mittelkalbach grenzt im Norden an den Ort Niederkalbach, im Osten an den Ort Oberkalbach, im Südosten an die Orte Eichenried und Veitsteinbach, im Süden an den Ort Hutten und im Westen an den Ort Schweben.

## Geschichte

### Ortsgeschichte
Im Mittelalter hatte sowohl das Kloster Neuenberg Besitz in Mittelkalbach, wie auch die Herren von Lauter aus Schlüchtern. Im 17. Jahrhundert ging der Besitz auf das Hochstift Fulda über, welches in Mittelkalbach eine Meierei einrichtete.
Mittelkalbach gehörte zum Oberamt Neuhof der Fürstabtei Fulda, das 1803 infolge des Reichsdeputationshauptschlusses an das  Fürstentum Nassau-Oranien-Fulda fiel. Während der napoleonischen Zeit stand das Amt Neuhof– und damit auch Mittelkalbach – ab 1806 unter französischer Militärverwaltung und dann von 1810 bis 1813 zum Großherzogtum Frankfurt. Anschließend fiel es an das Kurfürstentum Hessen zurück. Nach der Verwaltungsreform des Kurfürstentums Hessen von 1821, die Kurhessen in vier Provinzen und 22 Kreise einteilte, kam Mittelkalbach in den Kreis Fulda.
Auswanderer aus Mittelkalbach zählen zu den ersten Siedlern in Fulda, Ohio.
Hessische Gebietsreform (1970–1977)
Im Zuge der Gebietsreform in Hessen gab es Veränderungen. Zum 1. April 1972 schlossen sich im Zuge der Gebietsreform die Gemeinden Mittelkalbach, Niederkalbach und Veitsteinbach (mit Ortsteil Eichenried) unter dem Namen Mittelkalbach zusammen. Diese wurde aber bereits zum 1. August 1972 kraft Landesgesetz in der Gemeinde Kalbach eingegliedert. Für Eichenried, Mittelkalbach. Niederkahlbach und Veitsteinbach wurden, wie für die anderen Ortsteile von Kalbach, je ein Ortsbezirk eingerichtet.

### Verwaltungsgeschichte im Überblick
Die folgende Liste zeigt die Staaten und Verwaltungseinheiten, denen Mittelkalbach angehört(e):
- vor 1803: Heiliges Römisches Reich, Fürstabtei Fulda, Oberamt Neuhof
- ab 1803: Heiliges Römisches Reich, Fürstentum Nassau-Oranien-Fulda, Amt Neuhof[Anm. 2]
- 1806–1810: Kaiserreich Frankreich,[Anm. 3] Fürstentum Hanau, Amt Neuhof
- 1810–1813: Großherzogtum Frankfurt, Departement Fulda, Distrikt Salmünster
- ab 1816: Kurfürstentum Hessen,[Anm. 4] Großherzogtum Fulda, Amt Neuhof[7]
- ab 1821/22: Kurfürstentum Hessen, Provinz Hanau, Kreis Fulda[8][Anm. 5]
- ab 1830: Kurfürstentum Hessen, Provinz Hanau, Kreis Fulda
- ab 1848: Kurfürstentum Hessen, Bezirk Fulda
- ab 1851: Kurfürstentum Hessen, Provinz Hanau, Kreis Fulda
- ab 1867: Königreich Preußen,[Anm. 6] Provinz Hessen-Nassau, Regierungsbezirk Kassel, Kreis Fulda
- ab 1871: Deutsches Reich, Königreich Preußen, Provinz Hessen-Nassau, Regierungsbezirk Kassel, Kreis Schlüchtern
- ab 1918: Deutsches Reich, Freistaat Preußen, Provinz Hessen-Nassau, Regierungsbezirk Kassel, Kreis Schlüchtern
- ab 1944: Deutsches Reich, Freistaat Preußen, Provinz Kurhessen, Landkreis Schlüchtern
- ab 1945: Deutsches Reich, Amerikanische Besatzungszone,[Anm. 7] Groß-Hessen, Regierungsbezirk Kassel, Landkreis Schlüchtern
- ab 1946: Deutsches Reich, Amerikanische Besatzungszone, Hessen, Regierungsbezirk Kassel, Landkreis Fulda
- ab 1949: Bundesrepublik Deutschland, Hessen, Regierungsbezirk kassel, Landkreis Fulda
- ab 1972: Bundesrepublik Deutschland, Hessen, Regierungsbezirk Kassel, Landkreis Fulda, Gemeinde Mittelkalbach[Anm. 8]
- ab 1972: Bundesrepublik Deutschland, Hessen, Regierungsbezirk Kassel, Landkreis Fulda, Gemeinde Kalbach

## Bevölkerung

### Einwohnerstruktur 2011
Nach den Erhebungen des Zensus 2011 lebten am Stichtag dem 9. Mai 2011 in Mittelkalbach 1935 Einwohner. Darunter waren 30 (1,5 %) Ausländer.
Nach dem Lebensalter waren 393 Einwohner unter 18 Jahren, 713 waren zwischen 18 und 49, 351 zwischen 50 und 64 und 375 Einwohner waren älter.
Die Einwohner lebten in 801 Haushalten. Davon waren 237 Singlehaushalte, 201 Paare ohne Kinder und 288 Paare mit Kindern, sowie 63 Alleinerziehende und 9 Wohngemeinschaften. In 81 Haushalten lebten ausschließlich Senioren und in 225 Haushaltungen leben keine Senioren.

### Einwohnerentwicklung
| • 1812: | 80 Feuerstellen, 600 Seelen |

| Mittelkalbach: Einwohnerzahlen von 1812 bis 2020 | Mittelkalbach: Einwohnerzahlen von 1812 bis 2020 | Mittelkalbach: Einwohnerzahlen von 1812 bis 2020 | Mittelkalbach: Einwohnerzahlen von 1812 bis 2020 | Mittelkalbach: Einwohnerzahlen von 1812 bis 2020 |
| --- | ------------------------------------------------ | ------------------------------------------------ | ------------------------------------------------ | ------------------------------------------------ |
| Jahr |                                                  |                                                  |                                                  | Einwohner                                        |
| 1812 | 1812                                             |                                                  | 600                                              | 600                                              |
| 1834 | 1834                                             |                                                  | 934                                              | 934                                              |
| 1840 | 1840                                             |                                                  | 1.100                                            | 1.100                                            |
| 1846 | 1846                                             |                                                  | 875                                              | 875                                              |
| 1852 | 1852                                             |                                                  | 841                                              | 841                                              |
| 1858 | 1858                                             |                                                  | 891                                              | 891                                              |
| 1864 | 1864                                             |                                                  | 894                                              | 894                                              |
| 1871 | 1871                                             |                                                  | 768                                              | 768                                              |
| 1875 | 1875                                             |                                                  | 898                                              | 898                                              |
| 1885 | 1885                                             |                                                  | 802                                              | 802                                              |
| 1895 | 1895                                             |                                                  | 825                                              | 825                                              |
| 1905 | 1905                                             |                                                  | 880                                              | 880                                              |
| 1910 | 1910                                             |                                                  | 910                                              | 910                                              |
| 1925 | 1925                                             |                                                  | 1.024                                            | 1.024                                            |
| 1939 | 1939                                             |                                                  | 1.162                                            | 1.162                                            |
| 1946 | 1946                                             |                                                  | 1.402                                            | 1.402                                            |
| 1950 | 1950                                             |                                                  | 1.358                                            | 1.358                                            |
| 1956 | 1956                                             |                                                  | 1.317                                            | 1.317                                            |
| 1961 | 1961                                             |                                                  | 1.408                                            | 1.408                                            |
| 1967 | 1967                                             |                                                  | 1.617                                            | 1.617                                            |
| 1970 | 1970                                             |                                                  | 1.647                                            | 1.647                                            |
| 1972 | 1972                                             |                                                  | 1.668                                            | 1.668                                            |
| 1987 | 1987                                             |                                                  | 1.625                                            | 1.625                                            |
| 1989 | 1989                                             |                                                  | 1.683                                            | 1.683                                            |
| 1996 | 1996                                             |                                                  | 1.896                                            | 1.896                                            |
| 2006 | 2006                                             |                                                  | 1.960                                            | 1.960                                            |
| 2011 | 2011                                             |                                                  | 1.935                                            | 1.935                                            |
| 2016 | 2016                                             |                                                  | 1.899                                            | 1.899                                            |
| 2020 | 2020                                             |                                                  | 1.911                                            | 1.911                                            |
| Datenquelle: Historisches Gemeindeverzeichnis für Hessen: Die Bevölkerung der Gemeinden 1834 bis 1967. Wiesbaden: Hessisches Statistisches Landesamt, 1968. Weitere Quellen: nach 1970 Gemeinde Kalbach:; Zensus 2011 |                                                  |                                                  |                                                  |                                                  |

### Historische Religionszugehörigkeit

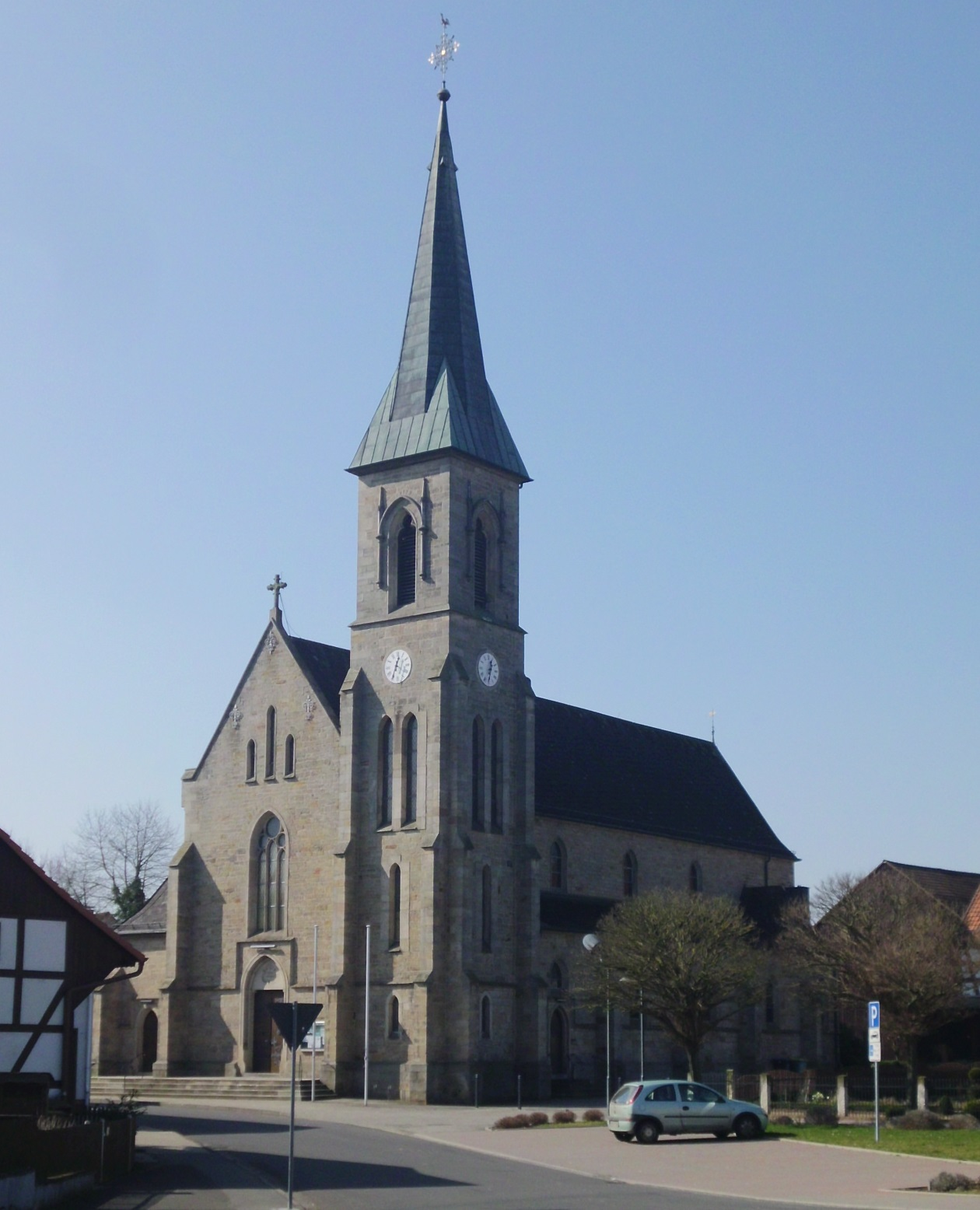
Katholische Kirche St. Sebastian Mittelkalbach

| • 1885: | 03 evangelische (= 0,37 %), 798 katholische (= 99,50 %) und 1 jüdischer (= 0,12 %) Einwohner |
| • 1961: | 33 evangelische (= 2,34 %), 1362 römisch-katholische (= 96,73 %) Einwohner                   |

## Religion
Im Ort steht eine katholische Kirche St. Sebastian. Im Jahr 1898 bestellte Pfarrer Dr. Flügel für die Kirche zwei Bronzeglocken bei der renommierten Glockengießerei Otto aus Hemelingen/Bremen. Sie wurde im 1. Weltkrieg eingeschmolzen. In den Jahren 1920 und 1926 goss Otto zwei neue Bronzeglocken. Sie wurden im 2. Weltkrieg beschlagnahmt und eingeschmolzen. Die dritte Generation Otto-Glocken wurde 1950 gegossen und geliefert. Das Geläut wiegt 2.340 kg und hat die Schlagtonreihe: f – as – b – c. Die Glocken haben folgende Durchmesser: 1170 mm, 984 mm, 876 mm und 780 mm.
Heute ist die Kirche St. Sebastian Pfarrkirche der Pfarrei St. Kilian, welche organisatorisch zum Pastoralverbund St. Barbara Flieden-Kalbach-Neuhof gehört.

## Politik
Für Mittelkalbach besteht ein Ortsbezirk (Gebiete der ehemaligen Gemeinde Mittelkalbach) mit Ortsbeirat und Ortsvorsteher nach der Hessischen Gemeindeordnung.
Der Ortsbeirat besteht aus neun Mitgliedern. Bei den Kommunalwahlen in Hessen 2021 betrug die Wahlbeteiligung zum Ortsbeirat 61,05 %. Es wurden gewählt: fünf Mitglieder der Liste „Bürger für Kalbach“ (BfK), vier Mitglieder der CDU und ein Mitglied der SPD. Der Ortsbeirat wählte Volker Röbig (BfK) zum Ortsvorsteher.

## Wirtschaft und Infrastruktur
- Mittelkalbach hat ein eigenes Bürgerhaus, eine Grundschule und einen viergruppigen Kindergarten.
- In der Nähe von Mittelkalbach befindet sich der ehemals größte Solarpark des Landkreises Fulda. Die Anlage hat eine Gesamtleistung von 365 kW und wird von der Rhön Energie Fulda betrieben.

### Straßenverkehr
Durch den Ort führen die Landesstraße 3206 und die Kreisstraßen 77 und 79.

#### Eisenbahn
Eisenbahn-Schnellfahrstrecke Hannover–Würzburg
Durch Mittelkalbach verläuft die Eisenbahn-Schnellfahrstrecke Hannover–Würzburg. Der 1298 m lange Kalbachtunnel, die je 773 m langen Tunnel Hartberg und Bornhecke sowie die Kalbach-Talbrücke (364 m) liegen auf dem Gebiet der Gemeinde. Das nördliche Viertel des Landrückentunnels, des mit einer Länge von 10.779 m längsten Tunnels in Deutschland, liegt ebenfalls auf Gemeindegebiet.
Neubaustrecke Gelnhausen–Kalbach

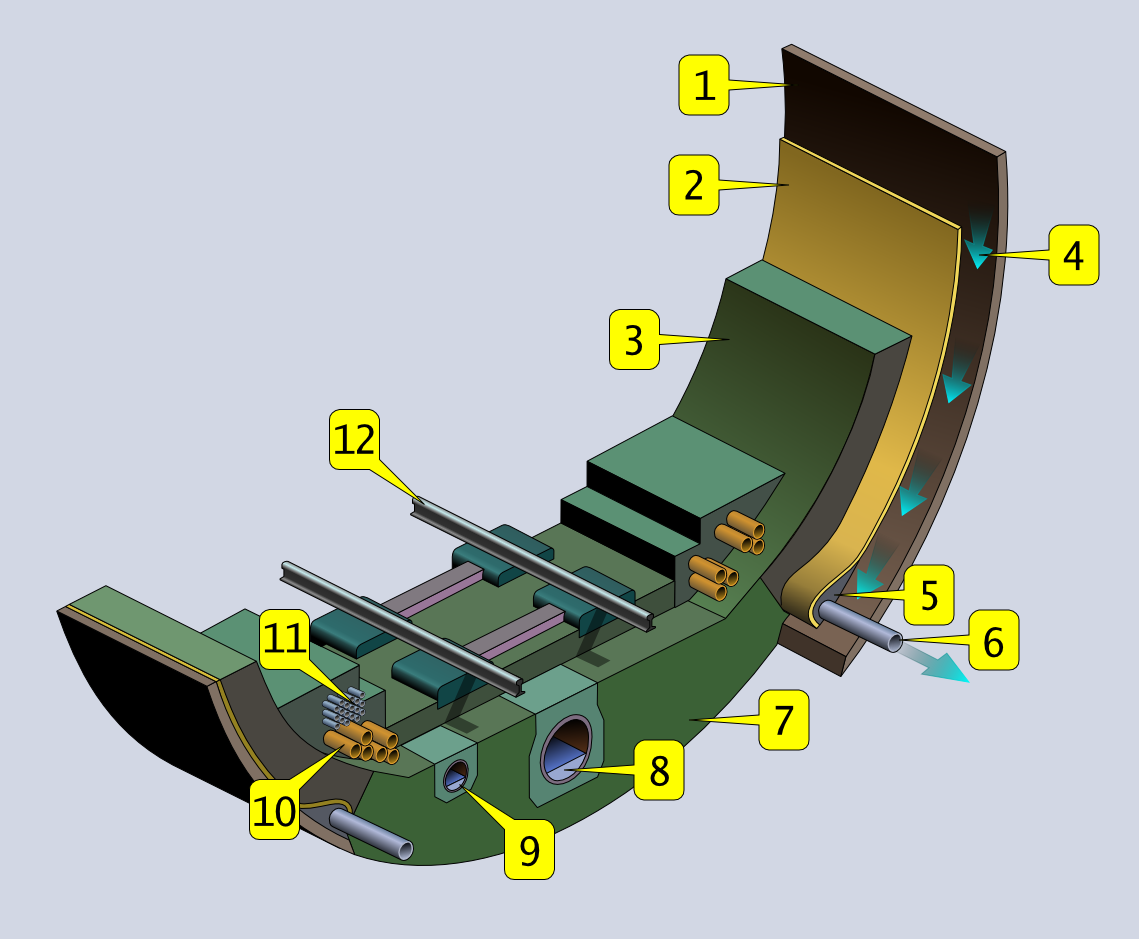
Tunnelentwässerung

Durch die Gemeinde Kalbach führt die von der DB Netz AG bevorzugte Trasse für die Neubaustrecke Gelnhausen-Kalbach, (Trassenvariante IV). Geplant ist zwischen Schlüchtern und Mittelkalbach ein ca. 10 km langer Eisenbahntunnel, der den Landrücken nicht auf dem kürzesten Weg von Süd nach Nord (Trassenvariante Variante V) quert, sondern von Schlüchtern kommend, über eine längere Distanz längs von West nach Ost über die Gemarkung Rückers mit der Steinkammer (Naherholungs- und Quellgebiet im Naturpark Rhön) nach Mittelkalbach führt. In Mittelkalbach ist dann die Einfädelung in die Schnellfahrstrecke Hannover–Würzburg geplant und nördlich von Schlüchtern eine Verknüpfung mit der Bestandsstrecke vorgesehen.
Im großräumigen Gebiet befinden sich die Rhein-Weser-Wasserscheide und die wichtigsten Quellen der Gemeinden Kalbach und Flieden. Dies sind die Quellen im Tiefwieschen unterhalb des Fliegenhäubchens (Wasserversorgung der Gemeinde Kalbach), die Quellen im Hermannswinkel und unterhalb der Steinkammer, die Struth- und die Aschquelle (Wasserversorgung der ehem. Gemeinde Rückers) und die Quellen im Kalkofen (Wasserversorgung der Gemeinde Flieden). Befürchtet wird durch die Drainagewirkung des Tunnels (Ableitung des Bergwassers) eine Entwässerung des Berges und das Auftreten von Erdfällen.
Zurzeit läuft das Raumordnungsverfahren. Parallel zum Raumordnungsverfahren laufen bereits die Erkundungsbohrungen für den Ausbau der Strecke. Im Februar 2022 wurde die Vorplanung ausgeschrieben.
Die von der Variante IV stark betroffenen Kommunen Bad Soden-Salmünster, Schlüchtern, Steinau und Kalbach lehnen diese Variante ab.

## Sonstiges
- Bekannt wurde der Ort, als am 26. April 2008 im nahegelegenen Landrückentunnel ein ICE in eine Schafherde fuhr und die 170 Fahrgäste in das Bürgerhaus von Kalbach gebracht wurden.[21]